# اوتا تساپف
اوتا تساپف (آلمانی: Uta Zapf) یک سیاست‌مدار اهل آلمان است.